# Edmond Nessler
Pour les articles homonymes, voir Nessler.
Edmond Nessler (Le Caire, 24 février 1907 - Paris, 24 novembre 2004) est un militaire, journaliste et homme politique français, Compagnon de la Libération. Diplômé de Sciences Po, il commence une carrière dans la presse avant que la guerre le mobilise. S'illustrant lors de la guerre du désert, de la campagne d'Italie et de la libération de la France, il redevient ensuite journaliste puis embrasse une carrière politique en étant élu à plusieurs reprises député de l'Oise.
Il est l'un des douze compagnons de la Libération du  22e Bataillon de Marche nord-africain (22e BMNA).

## Biographie

### Jeunesse et engagement
Fils d'un entrepreneur travaillant dans l'immobilier et l'import-export, c'est en Égypte, au Caire, que naît Edmond Nessler le 24 février 1907. Après des études de droit et une licence ès-lettres, il intègre l'École libre des sciences politiques d'où il sort diplômé. Il commence une carrière de journaliste après avoir réalisé son service militaire de 1929 à 1930 au 11e régiment d'aviation de bombardement de nuit stationné à Metz. Il est militant socialiste, membre de la SFIO à Paris puis à Nevers.

### Seconde Guerre mondiale
Edmond Nessler est mobilisé en 1939 et est envoyé dans une classe d'éleves-aspirants à Bouguenais en Loire-Atlantique. Sorti le 25 avril avec le grade d'aspirant, il est affecté à l'Etat-major de la 3e région militaire à Rouen. Il s'illustre alors au cours de la bataille de France au cours de laquelle il reçoit une citation à l'ordre du corps d'armée. Pris dans le recul des troupes françaises, il se retrouve à Langon en Gironde. Refusant la défaite, il cherche à passer en Espagne mais ce n'est qu'en juillet 1941 qu'il parvient à franchir les Pyrénées à Canfranc. Il rejoint alors le Portugal où, à l'ambassade britannique de Lisbonne, il s'engage auprès de la délégation de la France libre.
Débarqué en Angleterre, il est chargé de diriger un cours d'élèves-aspirant à Londres mais désire cependant servir au front. En mai 1942, il part donc pour le Levant d'où il rejoint ensuite l'Afrique du Nord. Promu Lieutenant en septembre 1942, il est affecté au Bataillon d'infanterie de marine et du Pacifique et prend part à la campagne de Libye jusqu'en février 1943. Edmond Nessler est ensuite muté au 22e bataillon de marche nord-africain qui est ensuite intégré au 2e régiment d'infanterie coloniale (2e RIC). Au sein de ce régiment, il participe à la campagne de Tunisie.
Après avoir débarqué en Italie en 1944 avec la 1re division française libre (1re DFL), il prend part aux batailles du Garigliano et de Radicofani. Le 15 juin, à Torre Alfina, Edmond Nessler est blessé par des éclats d'obus mais continue à mener sa section au combat. Ayant regagné Radicofani le 18 juin, l'unité manque de se faire encercler par l'ennemi mais parvient à se dégager sous l'impulsion du lieutenant Nessler qui est alors à nouveau blessé. Refusant d'être évacué, il conduit sa section vers un point d'appui proche où elle peut se mettre à l'abri. Ce fait d'arme lui vaut une citation à l'ordre de la division. Toujours au sein du 2e RIC et de la 1re DFL, il débarque en Provence, sur les plages de Cavalaire en août 1944. Remontant la vallée du Rhône, il atteint les Vosges et participe en janvier 1944 à la bataille d'Alsace au cours de laquelle il s'illustre à nouveau en menant à l'assaut une section dont le chef venait d'être tué. Au printemps 1945, il participe aux opérations de libération du massif de l'Authion puis est démobilisé en novembre.

### Après-guerre
De retour dans la vie civile, Edmond Nessler retrouve son emploi de journaliste. D'abord rédacteur en chef au Journal du Centre à Nevers puis il passe à France Illustration et à Franc-Tireur. Après avoir été envoyé spécial pour Le Monde, il devient de 1960 à 1962 directeur des Cahiers de l'Algérie nouvelle. Il s'oriente ensuite vers la politique et est élu quatre fois consécutivement député de la 2e circonscription de l'Oise sous l'étiquette UNR-UDT (il a quitté la SFIO en 1951). Il est par ailleurs président de l'Assemblée de l'Union de l'Europe occidentale de 1974 à 1977. Edmond Nessler meurt le 24 novembre 2004 à Paris où ses cendres sont déposées au colombarium du Père-Lachaise.

## Décorations
|  |  |  |  |  |  |
|  |  |  |  |  |  |
|  |  |  |  |  |  |

| Commandeur de la Légion d'honneur                    | Commandeur de la Légion d'honneur                    | Compagnon de la Libération                                           | Compagnon de la Libération                                           | Croix de guerre 1939-1945                      | Croix de guerre 1939-1945                      |
| Médaille coloniale Avec agrafes "Libye" et "Tunisie" | Médaille coloniale Avec agrafes "Libye" et "Tunisie" | Médaille commémorative des services volontaires dans la France libre | Médaille commémorative des services volontaires dans la France libre | Médaille commémorative de la Campagne d'Italie | Médaille commémorative de la Campagne d'Italie |
| Africa Star (Royaume-Uni)                            |                                                      |                                                                      |                                                                      |                                                |                                                |

## Publications
- Les champs secrets (en collaboration avec André Lichtwitz), Éditions Charlot, 1944.